# تولدت مبارک (فیلم ۱۳۵۱)
تولدت مبارک فیلمی ایرانی به کارگردانی نصرت‌الله وحدت و نویسندگی احمد نجیب‌زاده محصول سال ۱۳۵۱ است.

## بازیگران
- نصرت‌الله وحدت
- وجستا
- توتیا
- ژاله کریمی
- رضا کرم رضایی
- حمیده خیرآبادی
- محمود بهرامی
- علی زاهدی
- زری پورزند